# Béziers (quận)
Quận Béziers là một quận của Pháp, nằm ở tỉnh Hérault, ở vùng Occitanie. Quận này có 19 tổng và 152 xã.

## Các đơn vị hành chính

### Các tổng
Các tổng của quận Béziers là: 
1. Agde
2. Bédarieux
3. Béziers - Tổng thứ nhất
4. Béziers - Tổng thứ nhì
5. Béziers - Tổng thứ ba
6. Béziers - Tổng thứ tư
7. Capestang
8. Florensac
9. Montagnac
10. Murviel-lès-Béziers
11. Olargues
12. Olonzac
13. Pézenas
14. Roujan
15. Saint-Chinian
16. Saint-Gervais-sur-Mare
17. Saint-Pons-de-Thomières
18. La Salvetat-sur-Agout
19. Servian

### Các xã
Các xã của quận Béziers, và mã INSEE là: 
| 1. Abeilhan (34001)                   | 2. Adissan (34002)                    | 3. Agde (34003)                       | 4. Agel (34004)                       |
| 5. Aigne (34006)                      | 6. Aigues-Vives (34007)               | 7. Alignan-du-Vent (34009)            | 8. Assignan (34015)                   |
| 9. Aumes (34017)                      | 10. Autignac (34018)                  | 11. Azillanet (34020)                 | 12. Babeau-Bouldoux (34021)           |
| 13. Bassan (34025)                    | 14. Beaufort (34026)                  | 15. Berlou (34030)                    | 16. Bessan (34031)                    |
| 17. Boisset (34034)                   | 18. Boujan-sur-Libron (34037)         | 19. Bédarieux (34028)                 | 20. Béziers (34032)                   |
| 21. Cabrerolles (34044)               | 22. Cabrières (34045)                 | 23. Cambon-et-Salvergues (34046)      | 24. Camplong (34049)                  |
| 25. Capestang (34052)                 | 26. Carlencas-et-Levas (34053)        | 27. Cassagnoles (34054)               | 28. Castanet-le-Haut (34055)          |
| 29. Castelnau-de-Guers (34056)        | 30. Causses-et-Veyran (34061)         | 31. Caussiniojouls (34062)            | 32. Caux (34063)                      |
| 33. Cazedarnes (34065)                | 34. Cazouls-d'Hérault (34068)         | 35. Cazouls-lès-Béziers (34069)       | 36. Cers (34073)                      |
| 37. Cessenon-sur-Orb (34074)          | 38. Cesseras (34075)                  | 39. Colombiers (34081)                | 40. Colombières-sur-Orb (34080)       |
| 41. Combes (34083)                    | 42. Corneilhan (34084)                | 43. Coulobres (34085)                 | 44. Courniou (34086)                  |
| 45. Creissan (34089)                  | 46. Cruzy (34092)                     | 47. Cébazan (34070)                   | 48. Espondeilhan (34094)              |
| 49. Faugères (34096)                  | 50. Ferrals-les-Montagnes (34098)     | 51. Ferrières-Poussarou (34100)       | 52. Florensac (34101)                 |
| 53. Fontès (34103)                    | 54. Fos (34104)                       | 55. Fouzilhon (34105)                 | 56. Fraisse-sur-Agout (34107)         |
| 57. Félines-Minervois (34097)         | 58. Gabian (34109)                    | 59. Graissessac (34117)               | 60. Hérépian (34119)                  |
| 61. La Caunette (34059)               | 62. La Livinière (34141)              | 63. La Salvetat-sur-Agout (34293)     | 64. La Tour-sur-Orb (34312)           |
| 65. Lamalou-les-Bains (34126)         | 66. Laurens (34130)                   | 67. Le Poujol-sur-Orb (34211)         | 68. Le Pradal (34216)                 |
| 69. Le Soulié (34305)                 | 70. Les Aires (34008)                 | 71. Lespignan (34135)                 | 72. Lieuran-Cabrières (34138)         |
| 73. Lieuran-lès-Béziers (34139)       | 74. Lignan-sur-Orb (34140)            | 75. Lézignan-la-Cèbe (34136)          | 76. Magalas (34147)                   |
| 77. Maraussan (34148)                 | 78. Margon (34149)                    | 79. Marseillan (34150)                | 80. Maureilhan (34155)                |
| 81. Minerve (34158)                   | 82. Mons (34160)                      | 83. Montady (34161)                   | 84. Montagnac (34162)                 |
| 85. Montblanc (34166)                 | 86. Montels (34167)                   | 87. Montesquieu (34168)               | 88. Montouliers (34170)               |
| 89. Murviel-lès-Béziers (34178)       | 90. Neffiès (34181)                   | 91. Nissan-lez-Enserune (34183)       | 92. Nizas (34184)                     |
| 93. Nézignan-l'Évêque (34182)         | 94. Olargues (34187)                  | 95. Olonzac (34189)                   | 96. Oupia (34190)                     |
| 97. Pailhès (34191)                   | 98. Pardailhan (34193)                | 99. Pierrerue (34201)                 | 100. Pinet (34203)                    |
| 101. Poilhes (34206)                  | 102. Pomérols (34207)                 | 103. Portiragnes (34209)              | 104. Pouzolles (34214)                |
| 105. Prades-sur-Vernazobre (34218)    | 106. Prémian (34219)                  | 107. Puimisson (34223)                | 108. Puissalicon (34224)              |
| 109. Puisserguier (34225)             | 110. Péret (34197)                    | 111. Pézenas (34199)                  | 112. Pézènes-les-Mines (34200)        |
| 113. Quarante (34226)                 | 114. Rieussec (34228)                 | 115. Riols (34229)                    | 116. Roquebrun (34232)                |
| 117. Roquessels (34234)               | 118. Rosis (34235)                    | 119. Roujan (34237)                   | 120. Saint-Chinian (34245)            |
| 121. Saint-Geniès-de-Fontedit (34258) | 122. Saint-Geniès-de-Varensal (34257) | 123. Saint-Gervais-sur-Mare (34260)   | 124. Saint-Jean-de-Minervois (34269)  |
| 125. Saint-Julien (34271)             | 126. Saint-Martin-de-l'Arçon (34273)  | 127. Saint-Nazaire-de-Ladarez (34279) | 128. Saint-Pons-de-Mauchiens (34285)  |
| 129. Saint-Pons-de-Thomières (34284)  | 130. Saint-Thibéry (34289)            | 131. Saint-Vincent-d'Olargues (34291) | 132. Saint-Étienne-Estréchoux (34252) |
| 133. Saint-Étienne-d'Albagnan (34250) | 134. Sauvian (34298)                  | 135. Servian (34300)                  | 136. Siran (34302)                    |
| 137. Sérignan (34299)                 | 138. Taussac-la-Billière (34308)      | 139. Thézan-lès-Béziers (34310)       | 140. Tourbes (34311)                  |
| 141. Usclas-d'Hérault (34315)         | 142. Vailhan (34319)                  | 143. Valras-Plage (34324)             | 144. Valros (34325)                   |
| 145. Vendres (34329)                  | 146. Verreries-de-Moussans (34331)    | 147. Vias (34332)                     | 148. Vieussan (34334)                 |
| 149. Villemagne-l'Argentière (34335)  | 150. Villeneuve-lès-Béziers (34336)   | 151. Villespassans (34339)            | 152. Vélieux (34326)                  |